# 蘭道夫 (新澤西州)
蘭道夫（英語：Randolph）是位於美國新澤西州摩里斯縣的一個鎮區。

## 地方資料
蘭道夫的面積為54.81平方千米，當中陸地面積為54.14平方千米，而水域面積為0.67平方千米。根據2020年美國人口普查的數據，當地共有人口26504人，而人口密度為每平方千米483.56人。